# Zhang Lin
Zhang Lin (Pequim, 6 de janeiro de 1987) é um nadador chinês que conquistou uma medalha de prata nos Jogos Olímpicos de Pequim de 2008, na prova dos 400 metros livres.